# بالاك موشهال
بالاك موشهال (من مواليد 30 مارس 1992) مغنية بلاي باك هندية. تقدم هي وشقيقها الأصغر بالاش موشال عروضاً مسرحية في جميع أنحاء الهند وخارجها لجمع الأموال للأطفال الفقراء الذين يحتاجون إلى مساعدة مالية للعلاج الطبي لأمراض القلب. بدايةً من 6 أكتوبر 2020، جمعت أموال من خلال عروضها الخيرية ساعدت في إنقاذ حياة 2200 طفل يعانون من أمراض القلب.
دخلت بالاك موشهال موسوعة غينيس للأرقام القياسية العالمية وكتاب ليمكا للأرقام القياسية لتحقيق إنجازات عظيمة في العمل الاجتماعي. تم تكريم عملها أيضًا من قبل حكومة الهند والمؤسسات العامة الأخرى من خلال العديد من الجوائز والأوسمة.
تغني أيضًا بالاك موشهال أغاني بلاي باك في أفلام بوليوود. قدمت صوتها في الأفلام الهندية مثل Ek Tha Tiger (2012)، Aashiqui 2 (2013)، Kick (2014) وAction Jackson (2014) Prem Ratan Dhan Payo (2015) MS Dhoni: The Untold Story (2016) Kaabil (2017)، Baaghi 2 (2018) وPal Pal Dil Ke Paas (2019).
وقد أدى تقديمها لأغنية "Kaun Tujhe" من فيلم "MS Dhoni: The Untold Story" إلى ثناء المعجبين والشخصيات البارزة في صناعة الأفلام الموسيقية.

## نبذة
ولدت في 30 مارس 1992 لعائلة في إندور. والدتها، أميتا موشهال،ربة منزل ولكن والدها، راجكومار موشهال، يعمل في شركة خاصة. لديها أخ أصغر، بالاش موشهال. أكملت تعليمها من كوينز كوليدج إندور. في مايو 2013، صرحت ماتشال بأنها كانت تقضي سنتها الأخيرة من بكالوريوس التجارة من كلية في إندور.

## العمل الخيري

### 1997-2000
أصبحت عضوة في مجموعة كاليانجي أنانجي ليتل ستار، وهي مجموعة من المطربين الصغار، عندما كانت في الرابعة من عمرها. خلال حرب الكارجيل عام 1999، عندما كانت في السابعة من عمرها، أمضت أسبوعا تغني في المتاجر في مدينتها، إندور، لجمع الأموال لأسر الجنود الهنود المتوفين. وتلقت جهودها تغطية كبيرة في وسائل الإعلام الهندية وجمعت روبية 25000 (810 دولارًا أمريكيًا). في وقت لاحق من ذلك العام، غنت لجمع الأموال لضحايا إعصار أوديشا عام 1999.
جاء قرارها باستخدام صوتها لمساعدة الآخرين عندما رأت أطفالًا فقراء يستخدمون ملابسهم لتنظيف مقصورات القطار. في نفس الوقت تقريبًا، اتصل المعلمون في مدرسة Nidhi Vinay Mandir، ومقرها إندور، يطلبون من بالاك ووالديها الحصول على عرض خيري لجمع الأموال لتلميذهم لوكيش، الذي كان يعاني من مرض قلبي خلقي. وكان والد لوكيش صاحب متجر أحذية فقيرًا ولم يكن قادرًا على تحمل التكلفة الباهظة لجراحة القلب. وافقت موشال ووالداها على ترتيب عرض وفي مارس 2000، استخدمت عربة بائع متجول كمسرحاً للحدث وجمعت 51000 روبية (1600 دولار أمريكي) مقابل تكلفة الجراحة. دفعت الدعاية المصاحبة طبيب القلب في بنغالور، ديفي براساد شيتي، إلى إجراء جراحة لوكيش مجانًا. نشر والدا بالاك موشهال إعلانات في الصحف المحلية للترويج للتبرعات لجراحة القلب للأطفال مثل لوكيش، وكانت نتيجة ذلك قائمة من 33 طفلاً بحاجة إلى جراحة قلب.
تم ترتيب سلسلة من العروض الخيرية في وقت لاحق من ذلك العام، ومن خلالهم تم جمع 225000 روبية (7200 دولار أمريكي). تم استخدام هذه الأموال لتوفير جراحة القلب لخمسة أطفال في بنغالور ومستشفى بهانداري إندور. ولمساعدة موشال في جهودها لإنقاذ حياة الأطفال بتكلفة منخفضة نسبيًا، خفضت مستشفى تي كويتراهام تكاليف الجراحات إلى النصف وقررأحد الجراحين بالمستشفى وهو ديراچ غاندي التنازل عن أتعابه عن الحالات القادمة من طرف بالاك.

## وصلات خارجية
- بالاك موشهال على موقع IMDb (الإنجليزية)
- بالاك موشهال على موقع ميوزك برينز (الإنجليزية)
- بالاك موشهال على موقع أول ميوزيك (الإنجليزية)